# Liste des députés des Hauts-de-Seine
 (mai 2025).
Le département des Hauts-de-Seine est divisé depuis 1968 en treize circonscriptions législatives, le nombre de sièges ayant été conservé malgré le nouveau découpage électoral de 2010, en vigueur à compter des élections législatives de 2012.

## Législatures

### Dix-septième législature(2024-2029)
Liste des députés des Hauts-de-Seine
| Circ. | Nom                                                    | Parti | Parti    | Autre mandat | Photo | Suppléant(e)             |
| ----- | ------------------------------------------------------ | ----- | -------- | --- | ----- | ------------------------ |
| 1re   | Elsa Faucillon                                         |       | PCF      | Députée de la circonscription depuis 2017, Conseillère départementale des Hauts-de-Seine (2015-2021), Conseillère municipale de Gennevilliers (2014-2017)                 |       | Évelyne Bouchouicha      |
| 2e    | Thomas Lam                                             |       | Horizons | Adjoint au maire d'Asnières-sur-Seine (2014-) |       | Angelina Bourdier-Charef |
| 3e    | Philippe Juvin                                         |       | LR       | Conseiller régional d'Île-de-France (2021-2022), Maire de La Garenne-Colombes (2001-2022), Député européen (2009-2019), Conseiller général des Hauts-de-Seine (2004-2009) |       | Sybille d'Aligny         |
| 4e    | Sabrina Sebaihi                                        |       | EÉLV     | Adjointe au maire d'Ivry-sur-Seine (2014-) |       | Jérôme Pellerin          |
| 5e    | Céline Calvez                                          |       | Ensemble | Députée de la circonscription depuis 2017 |       | Sacha Halphen            |
| 6e    | Constance Le Grip                                      |       | Ensemble | Députée de la circonscription depuis 2017, Conseillère municipale de Neuilly-sur-Seine (2001-2008, 2020-), Députée européenne (2010-2017)                                 |       | Jules Simiand            |
| 7e    | Pierre Cazeneuve                                       |       | Ensemble | Conseiller municipal de Saint-Cloud (2014-) |       | Valérie Cordon           |
| 8e    | Prisca Thevenot                                        |       | Ensemble | Conseillère régionale d'Île-de-France (2021-) |       | Virginie Lanlo           |
| 9e    | Stéphane Séjourné (Jusqu'à sa démission le 30/11/2024) |       | Ensemble | Ministre de l'Europe et des Affaires étrangères (2024), Ancien député européen (2019-2024)                                                                                |       | Élisabeth de Maistre     |
| 9e    | Élisabeth de Maistre (depuis le 10/02/2025)            |       | LR       | Conseillère municipale de Boulogne-Billancourt |       | Pierre-Christophe Baguet |
| 10e   | Gabriel Attal                                          |       | Ensemble | Premier ministre (2024), Ministre de l'Éducation nationale (2023-2024) |       | Claire Guichard          |
| 11e   | Aurélien Saintoul                                      |       | LFI      | Conseiller municipal de Montrouge (2020-) |       | Claire Gabiache          |
| 12e   | Jean-Didier Berger                                     |       | LR       | Premier vice-président du conseil régional d'Île-de-France (2021-), Maire de Clamart (2014-)                                                                              |       | Carole Guillerm          |
| 13e   | Maud Bregeon                                           |       | Ensemble | |       | Christophe Mongardien    |

### Seizième législature(2022-2024)

Résultats des élections législatives de 2022 dans les Hauts-de-Seine.

| Circ. | Nom                   | Parti | Parti | Autre mandat | Photo | Suppléant(e)          |
| ----- | --------------------- | ----- | ----- | --- | ----- | --------------------- |
| 1re   | Elsa Faucillon        |       | PCF   | Députée de la circonscription depuis 2017, Conseillère départementale des Hauts-de-Seine (2015-2021), Conseillère municipale de Gennevilliers (2014-2017)                 |       | Évelyne Bouchouicha   |
| 2e    | Francesca Pasquini    |       | EÉLV  | Conseillère municipale d'Asnières-sur-Seine (2020-) |       | Léopold Michallet     |
| 3e    | Philippe Juvin        |       | LR    | Conseiller régional d'Île-de-France (2021-2022), Maire de La Garenne-Colombes (2001-2022), Député européen (2009-2019), Conseiller général des Hauts-de-Seine (2004-2009) |       | Sybille d'Aligny      |
| 4e    | Sabrina Sebaihi       |       | EÉLV  | Adjointe au maire d'Ivry-sur-Seine (2014-) |       | Jérôme Pellerin       |
| 5e    | Céline Calvez         |       | LREM  | Députée de la circonscription depuis 2017 |       | Sacha Halphen         |
| 6e    | Constance Le Grip     |       | LREM  | Députée de la circonscription depuis 2017, Conseillère municipale de Neuilly-sur-Seine (2001-2008, 2020-), Députée européenne (2010-2017)                                 |       | Jules Simiand         |
| 7e    | Pierre Cazeneuve      |       | LREM  | Conseiller municipal de Saint-Cloud (2014-) |       | Valérie Cordon        |
| 8e    | Prisca Thevenot       |       | LREM  | Conseillère régionale d'Île-de-France (2021-) |       | Virginie Lanlo        |
| 9e    | Emmanuel Pellerin     |       | LREM  | |       | Nathalie de Courcy    |
| 10e   | Claire Guichard       |       | LREM  | Suppléante de Gabriel Attal, nommé ministre délégué chargé des comptes publics en 2022.                                                                                   |       | Claire Guichard       |
| 11e   | Aurélien Saintoul     |       | LFI   | Conseiller municipal de Montrouge (2020-) |       | Claire Gabiache       |
| 12e   | Jean-Louis Bourlanges |       | MoDem | Député de la circonscription depuis 2017, Député européen (1989-2007), Conseiller régional de Haute-Normandie (1986-1998)                                                 |       | Carole Guillerm       |
| 13e   | Maud Bregeon          |       | LREM  | |       | Christophe Mongardien |

### Quinzième législature(2017-2022)

Résultats des élections législatives de 2017 dans les Hauts-de-Seine.

| Circ. | Nom                   | Parti | Parti | Autre mandat                                                               | Suppléant(e)         |
| ----- | --------------------- | ----- | ----- | -------------------------------------------------------------------------- | -------------------- |
| 1re   | Elsa Faucillon        |       | PCF   |                                                                            | Patrice Leclerc      |
| 2e    | Adrien Taquet         |       | LREM  | Nommé secrétaire d'État en janvier 2019 ; remplacé par Bénédicte Pételle   | Bénédicte Pételle    |
| 3e    | Christine Hennion     |       | LREM  |                                                                            | Alain Lime           |
| 4e    | Isabelle Florennes    |       | MoDem |                                                                            | Jean-Charles Guillet |
| 5e    | Céline Calvez         |       | LREM  |                                                                            | Nicolas Chauveau     |
| 6e    | Constance Le Grip     |       | LR    |                                                                            | Vincent Franchi      |
| 7e    | Jacques Marilossian   |       | LREM  |                                                                            | Valérie Cordon       |
| 8e    | Jacques Maire         |       | LREM  |                                                                            | Corinne Bourgin      |
| 9e    | Thierry Solère        |       | LREM  |                                                                            | Jean-Michel Cohen    |
| 10e   | Gabriel Attal         |       | LREM  | Nommé secrétaire d'État en octobre 2018 ; remplacé par Florence Provendier | Florence Provendier  |
| 11e   | Laurianne Rossi       |       | LREM  |                                                                            | François Lecointe    |
| 12e   | Jean-Louis Bourlanges |       | MoDem |                                                                            | Carole Guillerm      |
| 13e   | Frédérique Dumas      |       | DVD   |                                                                            | Stéphane Roques      |

### Quatorzième législature(2012-2017)

Résultats des élections législatives de 2012 dans les Hauts-de-Seine.

| Circ. | Nom                       | Parti | Parti | Autre mandat                                    | Suppléant(e)            |
| ----- | ------------------------- | ----- | ----- | ----------------------------------------------- | ----------------------- |
| 1re   | Alexis Bachelay           |       | PS    |                                                 | William Leday           |
| 2e    | Sébastien Pietrasanta     |       | PS    | Conseiller municipal d'Asnières-sur-Seine       | Chantal Barthélemy-Ruiz |
| 3e    | Jacques Kossowski         |       | UMP   | Maire de Courbevoie                             | Anne-Christine Jauffret |
| 4e    | Jacqueline Fraysse        |       | FG    |                                                 | Rodolphe Balensi        |
| 5e    | Patrick Balkany           |       | UMP   | Maire de Levallois-Perret                       | Rémi Muzeau             |
| 6e    | Jean-Christophe Fromantin |       | UDI   | Maire de Neuilly-sur-Seine                      | Sylvie Cancelloni       |
| 7e    | Patrick Ollier            |       | UMP   | Maire de Rueil-Malmaison                        | Éric Berdoati           |
| 8e    | Jean-Jacques Guillet      |       | UMP   | Maire de Chaville                               | Virginie Lanlo          |
| 9e    | Thierry Solère            |       | UMP   | Conseiller Général de Boulogne-Billancourt      | Catherine Klein         |
| 10e   | André Santini             |       | NC    | Maire d'Issy-les-Moulineaux                     | Françoise Saimpert      |
| 11e   | Julie Sommaruga           |       | PS    |                                                 | Joaquim Timoteo         |
| 12e   | Jean-Marc Germain         |       | PS    |                                                 | Martine Gouriet         |
| 13e   | Patrick Devedjian         |       | UMP   | Président du Conseil Général des Hauts-de-Seine | Georges Siffredi        |

### Treizième législature(2007-2012)

Résultats des élections législatives de 2007 dans les Hauts-de-Seine.

| Circ. | Nom                                                        | Parti | Parti         | Autre mandat                                                              | Suppléant(e)            |
| ----- | ---------------------------------------------------------- | ----- | ------------- | ------------------------------------------------------------------------- | ----------------------- |
| 1re   | Roland Muzeau                                              |       | PCF           | Conseiller municipal de Gennevilliers                                     | Michèle Fritsch         |
| 2e    | Manuel Aeschlimann                                         |       | UMP           | Maire puis conseiller municipal d'Asnières-sur-Seine                      | Caroline Coblentz       |
| 3e    | Jacques Kossowski                                          |       | UMP           | Maire de Courbevoie                                                       | Philippe Juvin          |
| 4e    | Jacqueline Fraysse                                         |       | PCF puis FASE | Conseillère municipale de Nanterre                                        | Hélène Nédelec          |
| 5e    | Patrick Balkany                                            |       | UMP           | Maire de Levallois-Perret                                                 | Marie-Claire Restoux    |
| 6e    | Joëlle Ceccaldi-Raynaud                                    |       | UMP           | Maire de Puteaux                                                          | Arnaud Teullé           |
| 7e    | Patrick Ollier puis le 15/12/2010 Éric Berdoati            |       | UMP           | Maire de Rueil-Malmaison Maire de Saint-Cloud                             | Éric Berdoati           |
| 8e    | Jean-Jacques Guillet                                       |       | UMP           | Maire de Chaville                                                         | Christiane Barody-Weiss |
| 9e    | Pierre-Christophe Baguet                                   |       | UMP           | Maire de Boulogne-Billancourt                                             | Thierry Solère          |
| 10e   | André Santini (20/07/2007-23/07/2009 Frédéric Lefebvre)    |       | NC            | Maire d'Issy-les-Moulineaux                                               | Frédéric Lefebvre       |
| 11e   | Marie-Hélène Amiable                                       |       | PCF           | Maire de Bagneux                                                          | Catherine Margaté       |
| 12e   | Philippe Pemezec puis le 04/02/2008 Jean-Pierre Schosteck  |       | UMP           | Maire du Plessis-Robinson Maire de Châtillon                              | Jean-Pierre Schosteck   |
| 13e   | Patrick Devedjian (05/01/2009-14/12/2010 Georges Siffredi) |       | UMP           | Président du conseil Général des Hauts-de-Seine Maire de Châtenay-Malabry | Georges Siffredi        |

### Douzième législature(2002-2007)

Résultats des élections législatives de 2002 dans les Hauts-de-Seine.

| Circ. | Nom | Parti | Parti | Autre mandat                                                            | Suppléant(e)                                 |
| ----- | --- | ----- | ----- | ----------------------------------------------------------------------- | -------------------------------------------- |
| 1re   | Jacques Brunhes |       | PCF   | Conseiller municipal de Gennevilliers                                   | Michèle Fritsch                              |
| 2e    | Manuel Aeschlimann |       | UMP   | Maire d'Asnières-sur-Seine                                              | Arnold Bauer                                 |
| 3e    | Jacques Kossowski |       | UMP   | Maire de Courbevoie                                                     | Yves Révillon                                |
| 4e    | Jacqueline Fraysse |       | PCF   | Maire jusqu'en 2004, puis conseillère municipale de Nanterre            | Dominique Bertrand                           |
| 5e    | Patrick Balkany |       | UMP   | Maire de Levallois-Perret                                               | Rémi Muzeau                                  |
| 6e    | Nicolas Sarkozy puis le 19/07/2002 Joëlle Ceccaldi-Raynaud puis le 13/03/2005 Nicolas Sarkozy puis le 03/07/2005 Joëlle Ceccaldi-Raynaud |       | UMP   | Maire de Puteaux Conseiller général du Canton de Neuilly-sur-Seine-Nord | Joëlle Ceccaldi-Raynaud                      |
| 7e    | Patrick Ollier |       | UMP   | Maire de Rueil-Malmaison                                                | Jacques Gautier                              |
| 8e    | Jean-Jacques Guillet |       | UMP   | Conseiller régional d'Île-de-France                                     | Thierry Siouffi                              |
| 9e    | Pierre-Christophe Baguet |       | UDF   | Conseiller général des Hauts-de-Seine                                   | Henri Ricard                                 |
| 10e   | André Santini |       | UDF   | Maire d'Issy-les-Moulineaux                                             | Isabelle Debré, RPR (élue Sénatrice en 2004) |
| 11e   | Janine Jambu |       | PCF   | Maire de Bagneux                                                        | Catherine Margaté                            |
| 12e   | Philippe Pemezec |       | UMP   | Maire du Plessis-Robinson                                               | Jean-Yves Neveux                             |
| 13e   | Patrick Devedjian puis le 19/07/2002 Georges Siffredi puis le 02/10/2005 Patrick Devedjian                                               |       | UMP   | Maire d'Antony Maire de Châtenay-Malabry                                | Georges Siffredi                             |

### Onzième législature(1997-2002)

Résultats des élections législatives de 1997 dans les Hauts-de-Seine.

| Circ. | Nom                                                    | Parti | Parti   | Autre mandat                             | Suppléant(e)            |
| ----- | ------------------------------------------------------ | ----- | ------- | ---------------------------------------- | ----------------------- |
| 1re   | Jacques Brunhes puis le 24/11/2001 Dominique Frelaut   |       | PCF     | Conseiller Municipal de Gennevilliers    | Dominique Frelaut       |
| 2e    | Jean-Frantz Taittinger                                 |       | RPR     | Maire d'Asnières-sur-Seine               | Manuel Aeschlimann      |
| 3e    | Jacques Kossowski                                      |       | RPR     | Maire de Courbevoie                      | Max Catrin (CNIP)       |
| 4e    | Jacqueline Fraysse                                     |       | PCF     | Maire de Nanterre                        | Gisèle Cailloux         |
| 5e    | Olivier de Chazeaux                                    |       | RPR     | Maire de Levallois-Perret                | Jean Desmazières        |
| 6e    | Nicolas Sarkozy puis le 08/06/2002 Joëlle Franchi      |       | RPR     | Maire de Neuilly-sur-Seine               | Joëlle Franchi          |
| 7e    | Jacques Baumel                                         |       | RPR     | Maire de Rueil-Malmaison                 | Jacques Gautier         |
| 8e    | Jean-Jacques Guillet                                   |       | RPR     | Conseiller Régional d'Île-de-France      | Pierre-Louis Doucet     |
| 9e    | Pierre-Christophe Baguet                               |       | UDF     | Adjoint au Maire de Boulogne-Billancourt | Henri Ricard (RPR)      |
| 10e   | André Santini                                          |       | UDF     | Maire d'Issy-les-Moulineaux              | Isabelle Debré (RPR)    |
| 11e   | Janine Jambu                                           |       | PCF     | Maire de Bagneux                         | Catherine Margaté       |
| 12e   | Jean-Pierre Foucher                                    |       | UDF     | Maire de Clamart                         | Sophie Fontaine         |
| 13e   | Patrick Devedjian puis le 08/06/2002 Pierre Ringenbach |       | RPR UDF | Maire d'Antony Maire de Sceaux           | Pierre Ringenbach (UDF) |

### Dixième législature(1993-1997)

Résultats des élections législatives de 1993 dans les Hauts-de-Seine.

| Circ. | Nom                                                                                            | Parti | Parti | Suppléante(e)            |
| ----- | ---------------------------------------------------------------------------------------------- | ----- | ----- | ------------------------ |
| 1re   | Jacques Brunhes                                                                                |       | PCF   | Dominique Frelaut        |
| 2e    | Jean-Frantz Taittinger                                                                         |       | RPR   | Manuel Aeschlimann       |
| 3e    | Jean-Yves Haby                                                                                 |       | UDF   | Roger Blinière           |
| 4e    | Christian Dupuy                                                                                |       | RPR   | Florent Montillot        |
| 5e    | Patrick Balkany                                                                                |       | RPR   | Didier Schuller          |
| 6e    | Nicolas Sarkozy puis le 02/05/1993 Charles Ceccaldi-Raynaud puis le 24/09/1995 Nicolas Sarkozy |       | RPR   | Charles Ceccaldi-Raynaud |
| 7e    | Jacques Baumel                                                                                 |       | RPR   | Jacques Gautier          |
| 8e    | Jean-Jacques Guillet                                                                           |       | RPR   | Philippe Planque         |
| 9e    | Georges Gorse                                                                                  |       | RPR   | Georges Duhamel          |
| 10e   | André Santini                                                                                  |       | UDF   | Didier Morin             |
| 11e   | Janine Jambu                                                                                   |       | PCF   | Léo Figuères             |
| 12e   | Jean-Pierre Foucher                                                                            |       | UDF   | Philippe Pemezec (RPR)   |
| 13e   | Patrick Devedjian                                                                              |       | RPR   | Pierre Ringenbach (UDF)  |

### Neuvième législature(1988-1993)

Résultats des élections législatives de 1988 dans les Hauts-de-Seine.

| Circ. | Nom                                            | Parti | Parti | Suppléant(e)                |
| ----- | ---------------------------------------------- | ----- | ----- | --------------------------- |
| 1re   | Jacques Brunhes                                |       | PCF   | Dominique Frelaut           |
| 2e    | Georges Tranchant                              |       | RPR   | Alain Aubert                |
| 3e    | Jean-Yves Haby                                 |       | UDF   | Charles Deprez              |
| 4e    | Michel Sapin puis le 17/06/1991 Michel Thauvin |       | PS    | Michel Thauvin              |
| 5e    | Patrick Balkany                                |       | RPR   | Didier Schuller             |
| 6e    | Nicolas Sarkozy                                |       | RPR   | Charles Ceccaldi-Raynaud    |
| 7e    | Jacques Baumel                                 |       | RPR   | Jacques Gautier             |
| 8e    | Claude Labbé                                   |       | RPR   | Jean-Jacques Guillet        |
| 9e    | Georges Gorse                                  |       | RPR   | Georges Duhamel             |
| 10e   | André Santini                                  |       | UDF   | Gérard Orillard             |
| 11e   | Philippe Bassinet                              |       | PS    | Monique Macherey            |
| 12e   | Jean-Pierre Foucher                            |       | UDF   | Jean-Pierre Schosteck (RPR) |
| 13e   | Patrick Devedjian                              |       | RPR   | Pierre Ringenbach (UDF)     |

### Huitième législature(1986-1988)
Députés élus au scrutin proportionnel, pas de suppléants
| Député élu           |  | Parti    |
| -------------------- |  | -------- |
| Claude Labbé         |  | RPR      |
| Georges Gorse        |  | RPR      |
| Jacques Baumel       |  | RPR      |
| Georges Tranchant    |  | RPR      |
| Patrick Devedjian    |  | RPR      |
| Charles Deprez       |  | UDF (PR) |
| Florence d'Harcourt  |  | UDF      |
| Philippe Bassinet    |  | PS       |
| Georges Le Baill     |  | PS       |
| Michel Sapin         |  | PS       |
| Michel Margnes       |  | PS       |
| Jean-Pierre Stirbois |  | FN       |
| Guy Ducoloné         |  | PCF      |

### Septième législature(1981-1986)
Avant 1986, il y avait treize circonscriptions ne correspondant pas à celles de 1988.
| Circ. | Nom                        | Parti | Parti | Suppléant(e)           |
| ----- | -------------------------- | ----- | ----- | ---------------------- |
| 1re   | Jacques Brunhes            |       | PCF   | Lucien Lanternier      |
| 2e    | Georges Tranchant          |       | RPR   | Michelle Verge         |
| 3e    | Dominique Frelaut          |       | PCF   | Jacques Van der Stegen |
| 4e    | Parfait Jans               |       | PCF   | Monique Jallu          |
| 5e    | Charles Deprez             |       | UDF   | Max Catrin             |
| 6e    | Florence d'Harcourt        |       | CNIP  | ?                      |
| 7e    | Jacqueline Fraysse-Cazalis |       | PCF   | Jean Lacombe           |
| 8e    | Jacques Baumel             |       | RPR   | Patrick Ollier         |
| 9e    | Claude Labbé               |       | RPR   | Bernard Bruneau        |
| 10e   | Georges Gorse              |       | RPR   | Paul Graziani          |
| 11e   | Guy Ducoloné               |       | PCF   | Léo Figuères           |
| 12e   | Georges Le Baill           |       | PS    | Henri Fauqué           |
| 13e   | Philippe Bassinet          |       | PS    | Jacques Vallin         |

### Sixième législature(1978-1981)
| Circ. | Nom                        | Parti | Parti | Suppléant(e)           |
| ----- | -------------------------- | ----- | ----- | ---------------------- |
| 1re   | Jacques Brunhes            |       | PCF   | Lucien Lanternier      |
| 2e    | Georges Tranchant          |       | RPR   | Michelle Verge         |
| 3e    | Dominique Frelaut          |       | PCF   | Jacques Van der Stegen |
| 4e    | Parfait Jans               |       | PCF   | Jacqueline Uzan        |
| 5e    | Charles Deprez             |       | UDF   | Max Catrin             |
| 6e    | Florence d'Harcourt        |       | DVD   | Yves Gautier           |
| 7e    | Jacqueline Fraysse-Cazalis |       | PCF   | Jean Lacombe           |
| 8e    | Jacques Baumel             |       | RPR   | Patrick Ollier         |
| 9e    | Claude Labbé               |       | RPR   | Bernard Bruneau (UDF)  |
| 10e   | Georges Gorse              |       | RPR   | Paul Graziani          |
| 11e   | Guy Ducoloné               |       | PCF   | Léo Figuères           |
| 12e   | Jean Fonteneau             |       | UDF   | Jean-Paul Martinerie   |
| 13e   | Henri Ginoux               |       | UDF   | Henri Héliot           |

### Cinquième législature(1973-1978)
| Circ. | Nom                                                            | Parti | Parti | Suppléant(e)                                     |
| ----- | -------------------------------------------------------------- | ----- | ----- | ------------------------------------------------ |
| 1re   | Waldeck L'Huillier                                             |       | PCF   | Jacques Brunhes                                  |
| 2e    | Albin Chalandon Nommé membre du Gouvernement                   |       | UDR   | Yves Cornic Député du 12/08/1976 au 02/04/1978   |
| 3e    | Dominique Frelaut                                              |       | PCF   | Jacques Van der Stegen                           |
| 4e    | Parfait Jans                                                   |       | PCF   | Pierre Cardon                                    |
| 5e    | Charles Deprez                                                 |       | RI    | Jean Boiselle (UDR)                              |
| 6e    | Achille Peretti Nommé au Conseil Constitutionnel le 04/03/1977 |       | UDR   | Florence d'Harcourt Députée le 04/03/1977        |
| 7e    | Raymond Barbet Décédé le 08/03/1978                            |       | PCF   | Jean Lacombe Député du 09/03/1978 au 02/04/1978  |
| 8e    | Jacques Baumel                                                 |       | UDR   | Jean Toutain                                     |
| 9e    | Claude Labbé                                                   |       | UDR   | Bernard Bruneau (RI)                             |
| 10e   | Georges Gorse Nommé membre du Gouvernement                     |       | UDR   | Paul Graziani Député du 06/05/1973 au 02/04/1978 |
| 11e   | Guy Ducoloné                                                   |       | PCF   | Léo Figuères                                     |
| 12e   | Pierre Mazeaud Nommé membre du Gouvernement                    |       | UDR   | Paul Vauclair Député du 13/05/1973 au 02/04/1978 |
| 13e   | Henri Ginoux                                                   |       | CNIP  | Jean Demarcy                                     |

### Quatrième législature(1968-1973)
| Circ. | Nom                                          | Parti | Parti | Suppléant(e)                                                           |
| ----- | -------------------------------------------- | ----- | ----- | ---------------------------------------------------------------------- |
| 1re   | Waldeck L'Huillier                           |       | PCF   | Jacques Brunhes                                                        |
| 2e    | Albin Chalandon Nommé membre du Gouvernement |       | UDR   | Robert Lavergne Député du 13/08/1968 au 13/08/1972, décédé en fonction |
| 3e    | Émile Tricon                                 |       | UDR   | Louis Chauvignon                                                       |
| 4e    | Charles Pasqua                               |       | UDR   | Guy Larroquette                                                        |
| 5e    | Charles Deprez                               |       | RI    | Alain Quéméner                                                         |
| 6e    | Achille Peretti                              |       | UDR   | Raymond Marcillac                                                      |
| 7e    | Raymond Barbet                               |       | PCF   | Étienne Lafourcade                                                     |
| 8e    | Jacques Baumel                               |       | UDR   | Jean Toutain                                                           |
| 9e    | Claude Labbé                                 |       | UDR   | Robert Dobel                                                           |
| 10e   | Georges Gorse                                |       | UDR   | Paul Graziani                                                          |
| 11e   | Guy Ducoloné                                 |       | PCF   | Léo Figuères                                                           |
| 12e   | Pierre Mazeaud                               |       | UDR   | Jean-Marie Guyot                                                       |
| 13e   | Paul Mainguy                                 |       | UDR   | Jacques Desroche                                                       |

### Troisième législature(1967-1968)
| Circ. | Nom Parti politique | Nom Parti politique                                                                      | Suppléant(e)               |
| ----- | ------------------- | ---------------------------------------------------------------------------------------- | -------------------------- |
| 1re   |                     | Waldeck L'Huillier Parti communiste français                                             | Jacques Brunhes            |
| 2e    |                     | Albin Chalandon Union des démocrates pour la Ve République                               | Robert Lavergne            |
| 3e    |                     | Émile Tricon Union des démocrates pour la Ve République                                  | Louis Chauvignon           |
| 4e    |                     | Parfait Jans Parti communiste français                                                   | Rose Guérin                |
| 5e    |                     | Charles Deprez Républicains indépendants                                                 | Yves Antelme               |
| 6e    |                     | Achille Peretti Union des démocrates pour la Ve République                               | Marguerite Dupont-Fauville |
| 7e    |                     | Raymond Barbet Parti communiste français                                                 | Étienne Lafourcade         |
| 8e    |                     | Jacques Baumel Union des démocrates pour la Ve République                                | Jean Toutain               |
| 9e    |                     | Claude Labbé Union des démocrates pour la Ve République                                  | Robert Dobel               |
| 10e   |                     | Georges Gorse (nommé membre du Gouvernement) Union des démocrates pour la Ve République  | Hubert Balança             |
| 10e   |                     | Hubert Balança (du 8 mai 1967 au 30 mai 1968) Union des démocrates pour la Ve République | —                          |
| 11e   |                     | Guy Ducoloné Parti communiste français                                                   | Léo Figuères               |
| 12e   |                     | Robert Levol Parti communiste français                                                   | Lucien Bailleux            |
| 13e   |                     | Paul Mainguy Union des démocrates pour la Ve République                                  | Jacques Desroche           |